# História da Província Santa Cruz

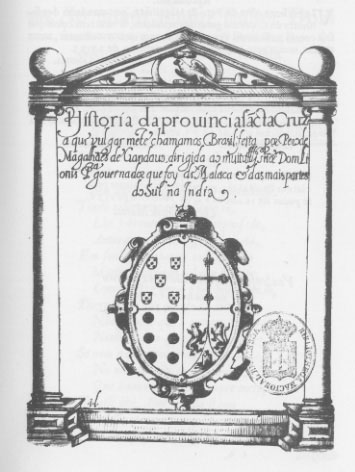
Frontispício da Historia da provincia Sancta Cruz a que vulgarmente chamamos Brasil..., publicado em Lisboa, pela Officina de Antonio Gonsalvez, em 1576.

História da Província Santa Cruz a que vulgarmente chamamos Brasil é o livro do historiador e cronista português  Pero de Magalhães Gândavo que narra a conquista e o estabelecimento de Portugal na América, além de retratar as plantas, os indígenas e os animais da nova terra.
Foi o primeiro livro publicado sobre o Brasil. Apareceu em Lisboa, impresso na oficina de Antônio Gonçalves, em 1576. É um canto de louvor às riquezas do Brasil, a ponto de Capistrano de Abreu dizer que "seus livros são uma propaganda de imigração".
Dos seus 14 capítulos, três são dedicados a descrever o gentio e seus usos e  costumes, enfatizando a vida guerreira e o ritual antropofágico. Retrata também a fauna e flora da colónia e a presença portuguesa no Brasil desde a descoberta oficial, em 1500.
Somente dez anos mais tarde seria publicada  Notícia do Brasil, de Gabriel Soares de Sousa, a primeira obra de real valor documental sobre o Estado do Brazil.